# Catotricha americana
Catotricha americana är en tvåvingeart som först beskrevs av Ephraim Porter Felt 1908.  Catotricha americana ingår i släktet Catotricha och familjen gallmyggor.
Artens utbredningsområde är New Hampshire. Inga underarter finns listade i Catalogue of Life.